# Gare de Rajka
La gare de Rajka (en hongrois : Rajka vasútállomás) est une halte ferroviaire hongroise, située à Rajka.